# سی‌لک
سی‌لُک نرم فزار آزاد از نوع ابزار بررسی (آنالیز) ایستا کد می‌باشد، که برای شمارش بلاک‌های کد، تعداد خطوط و تعداد توضیحات (comments) نوشته شده در سورس کدها مورد استفاده قرار می‌گیرد. ابزاری بسیار دقیق است و فایل‌های تکراری را نیز نادیده می‌گیرد و سرعت قابل توجهی دارد، با تفکیک زبان‌های برنامه‌نویسی بسیار تا کنون ۱۵۹ زبان برنامه‌نویسی از جمله: سی‌شارپ، سی‌پلاس‌پلاس، جاوا، جاوا اسکریپت، پی‌اچ‌پی، اچ‌تی‌ام‌ال و…